# عزیزم (ترانه کلین بندیت)
«عزیزم» (به انگلیسی: Baby) ترانه‌ای از گروه موسیقی الکتروپاپ کلین بندیت با همراهی خواننده‌های ولزی مارینا و دیاموندز و لوییس فانسی است. ترانه در ۲ نوامبر ۲۰۱۸ به‌عنوان ششمین تک‌آهنگ آلبوم گروه توسط آتلانتیک رکوردز منتشر شد.